# Luigi Riccio
Luigi Riccio – detto Gigi – (Napoli, 28 dicembre 1977) è un allenatore di calcio ed ex calciatore italiano, di ruolo centrocampista, commissario tecnico in seconda della nazionale italiana.

## Biografia
Ha un figlio, Lorenzo (nato nel 2006), il quale ha intrapreso a sua volta una carriera da calciatore: al 2023, gioca nel settore giovanile dell'Atalanta e ha rappresentato alcune delle nazionali giovanili italiane.

## Carriera

### Giocatore

#### Giarre, Perugia, Rangers e il prestito al Beveren
Inizia la sua carriera da professionista nel Giarre, nel 1993, dove colleziona una sola presenza. Nell'estate del 1994 viene acquistato dal Perugia, dove rimane per tre stagioni senza mai esordire in prima squadra. Nel 1997, con il compagno di squadra Gennaro Gattuso, si trasferisce all'estero, nei Rangers Glasgow, dove rimane per due stagioni al fianco di Paul Gascoigne e Brian Laudrup. Nel 1999 trasloca in Belgio, al KSK Beveren, nel quale disputa 5 partite.

#### Pistoiese, Ternana ed il prestito ad Ancona
Nel marzo 2000 lascia i Rangers e torna in Italia, tesserato dalla Pistoiese: con gli arancioni scende in campo solo a partire dalla stagione successiva, e vi rimane fino al gennaio 2001, quando passa in comproprietà alla Ternana, con cui disputa due mezze stagioni. Nel mercato invernale del 2002, infatti, passa in prestito all'Ancona, dove rimane fino a fine stagione.

#### Piacenza
Nell'estate 2002 viene acquistato dal Piacenza, allenato da Andrea Agostinelli che lo aveva avuto a Terni. Debutta in Serie A il 15 settembre 2002 contro il Brescia, e colleziona 21 presenze nell'ultima stagione degli emiliani nella massima serie. Nella stagione successiva, agli ordini di Luigi Cagni, diventa titolare fisso disputando 45 partite con 7 reti, e a partire dalla stagione 2005-2006 diventa capitano della squadra, giocando al fianco di Bogdan Pătrașcu, o come interno di centrocampo con il rumeno e Antonio Nocerino, nella stagione 2006-2007 conclusa al quarto posto dietro Juventus, Napoli e Genoa. Nel giugno 2009, in scadenza di contratto, lascia il Piacenza dopo sette stagioni. Chiude con 252 presenze e 19 reti, quarto assoluto nella storia del club dopo Giampietro Piovani (341), Ottavio Favari e Pitin Cella (273).

#### Sassuolo
Nel giugno 2009 passa al Sassuolo, dove segue l'allenatore Stefano Pioli che lo aveva avuto nel Piacenza, e vi disputa due stagioni nella serie cadetta. Nell'estate del 2011 non rinnova il suo contratto, concludendo così l'avventura con il club modenese e la sua carriera agonistica, dopo 4 gol con i neroverdi.

### Allenatore
Dopo esser stato vice allenatore del Sion, il 19 giugno 2013 diventa allenatore in seconda del Palermo, al fianco di Gennaro Gattuso, che per alcune partite era stato il tecnico della squadra svizzera con Riccio come componente dello staff.
Nel giugno 2014 diventa allenatore in seconda all'OFI Creta, sempre nello staff di Gattuso.
Dall'agosto 2015 torna in Italia, seguendo sempre l'ex centrocampista rossonero, come vice sulla panchina del Pisa.
Nell'estate del 2017 segue nuovamente Gattuso come allenatore in seconda della primavera del Milan. Dopo l'esonero di Vincenzo Montella e la promozione in prima squadra dell'ex centrocampista rossonero, nel novembre dello stesso anno viene scelto da quest'ultimo come suo vice. Il 21 gennaio 2019 siede in panchina nella vittoriosa trasferta di Marassi contro il Genoa per 2-0 a causa della squalifica di Gattuso. Segue il tecnico calabrese anche al Napoli dove vince la Coppa Italia, e al Valencia.
Il 27 settembre 2023 segue nuovamente Gennaro Gattuso all'Olympique Marsiglia in qualità di vice allenatore. Con l'esonero di Gattuso, anche lui viene esonerato.
Nell'estate 2024, ancora al fianco di Gattuso, si trasferisce in Croazia all'Hajduk Spalato. 
Nel giugno 2025, dopo la rescissione consensuale con il club spalatino, segue Gattuso in Nazionale.

## Statistiche

### Presenze e reti nei club
| Stagione        | Squadra         | Campionato      | Campionato | Campionato | Coppe nazionali | Coppe nazionali | Coppe nazionali | Coppe continentali | Coppe continentali | Coppe continentali | Altre coppe | Altre coppe | Altre coppe | Totale | Totale |
| Stagione        | Squadra         | Comp            | Pres       | Reti       | Comp            | Pres            | Reti            | Comp               | Pres               | Reti               | Comp        | Pres        | Reti        | Pres   | Reti   |
| --------------- | --------------- | --------------- | ---------- | ---------- | --------------- | --------------- | --------------- | ------------------ | ------------------ | ------------------ | ----------- | ----------- | ----------- | ------ | ------ |
| 1993-1994       | Giarre          | C1              | 1          | 0          | CI+CI-C         | 0+0             | 0               | -                  | -                  | -                  | -           | -           | -           | 1      | 0      |
| 1994-1995       | Perugia         | B               | 0          | 0          | CI              | 0               | 0               | -                  | -                  | -                  | -           | -           | -           | 0      | 0      |
| 1995-1996       | Perugia         | B               | 0          | 0          | CI              | 0               | 0               | -                  | -                  | -                  | -           | -           | -           | 0      | 0      |
| 1996-1997       | Perugia         | A               | 0          | 0          | CI              | 0               | 0               | -                  | -                  | -                  | -           | -           | -           | 0      | 0      |
| Totale Perugia  | Totale Perugia  | Totale Perugia  | 0          | 0          |                 | 0               | 0               |                    | -                  | -                  |             | -           | -           | 0      | 0      |
| 1997-1998       | Rangers         | PD              | 0          | 0          | SC+CdL          | 0+0             | 0               | UCL+CU             | 0+0                | 0                  | -           | -           | -           | 0      | 0      |
| 1998-1999       | Rangers         | PL              | 1          | 0          | SC+CdL          | 0+0             | 0               | CU                 | 0                  | 0                  | -           | -           | -           | 1      | 0      |
| Totale Rangers  | Totale Rangers  | Totale Rangers  | 1          | 0          |                 | 0               | 0               |                    | 0                  | 0                  |             | -           | -           | 1      | 0      |
| 1999-2000       | KSK Beveren     | D1              | 5          | 0          | CB+CdL          | 0+1             | 0               | -                  | -                  | -                  | -           | -           | -           | 6      | 0      |
| 2000-gen. 2001  | Pistoiese       | B               | 15         | 1          | CI              | 1               | 0               | -                  | -                  | -                  | -           | -           | -           | 16     | 1      |
| gen.-giu. 2001  | Ternana         | B               | 20         | 1          | CI              | -               | -               | -                  | -                  | -                  | -           | -           | -           | 20     | 1      |
| 2001-gen. 2002  | Ternana         | B               | 14         | 0          | CI              | 3               | 0               | -                  | -                  | -                  | -           | -           | -           | 17     | 0      |
| Totale Ternana  | Totale Ternana  | Totale Ternana  | 34         | 1          |                 | 3               | 0               |                    | -                  | -                  |             | -           | -           | 37     | 1      |
| gen.-giu. 2002  | Ancona          | B               | 16         | 0          | CI              | -               | -               | -                  | -                  | -                  | -           | -           | -           | 16     | 0      |
| 2002-2003       | Piacenza        | A               | 21         | 0          | CI              | 0               | 0               | -                  | -                  | -                  | -           | -           | -           | 21     | 0      |
| 2003-2004       | Piacenza        | B               | 45         | 7          | CI              | 1               | 0               | -                  | -                  | -                  | -           | -           | -           | 46     | 7      |
| 2004-2005       | Piacenza        | B               | 31         | 1          | CI              | 3               | 0               | -                  | -                  | -                  | -           | -           | -           | 34     | 1      |
| 2005-2006       | Piacenza        | B               | 39         | 3          | CI              | 3               | 1               | -                  | -                  | -                  | -           | -           | -           | 42     | 4      |
| 2006-2007       | Piacenza        | B               | 39         | 3          | CI              | 2               | 0               | -                  | -                  | -                  | -           | -           | -           | 41     | 3      |
| 2007-2008       | Piacenza        | B               | 38         | 2          | CI              | 2               | 0               | -                  | -                  | -                  | -           | -           | -           | 40     | 2      |
| 2008-2009       | Piacenza        | B               | 39         | 3          | CI              | 1               | 0               | -                  | -                  | -                  | -           | -           | -           | 40     | 3      |
| Totale Piacenza | Totale Piacenza | Totale Piacenza | 252        | 19         |                 | 12              | 1               |                    | -                  | -                  |             | -           | -           | 264    | 20     |
| 2009-2010       | Sassuolo        | B               | 38+2       | 4          | CI              | 3               | 1               | -                  | -                  | -                  | -           | -           | -           | 43     | 5      |
| 2010-2011       | Sassuolo        | B               | 34         | 0          | CI              | 2               | 1               | -                  | -                  | -                  | -           | -           | -           | 36     | 1      |
| Totale Sassuolo | Totale Sassuolo | Totale Sassuolo | 74         | 4          |                 | 5               | 2               |                    | -                  | -                  |             | -           | -           | 79     | 6      |
| Totale carriera | Totale carriera | Totale carriera | 398        | 25         |                 | 22              | 3               |                    | -                  | -                  |             | -           | -           | 420    | 28     |

## Palmarès

### Giocatore
- Campionato scozzese: 1

Rangers: 1998-1999
- Coppa di Scozia: 1

Rangers: 1998-1999